# Квінт Лутацій Катул (консул 220 року до н. е.)
Квінт Лутацій Катул (лат. Gaius Lutatius Catulus; ? — після 203 до н. е.) — політичний, державний та військовий діяч часів Римської республіки, консул-суфект 220 року до н. е.

## Життєпис
Походив з патриціанського роду Лутаціїв. Син Гая Лутація Катула, консула 242 року до н. е. Про молоді роки немає відомостей. У 220 році до н. е. стає консулом (разом з Луцієм Ветурієм Філоном), внаслідок того, що після внутрішніх інтриг сенат змусив консулів Марка Валерія Левіна та Квінта Муція Сцеволу скласти свої повноваження. Як провінцію отримав Цізальпійську Галлію. З успіхом діяв проти таврисків біля Альп, підкоривши їх владі Риму. Сенат продовжив повноваження Катула на 219 рік до н. е.
У 218 році до н. е. займався облаштуванням римських колоній Плаценції та Кремони. У цей час зазнав атаки галлів, які раптово захопили Лутацію. Тоді ж до цих місць прибув Ганнібал. Галли віддали Катула карфагенянам, проте Ганнібал, щоби довести свою довіру галльським вождям, повернув Катула та його підлеглих галлам. У полоні Квінт Катул перебував до 203 року до н. е. Після цього повернувся до Риму. Про подальшу долю немає відомостей.